# Linia kolejowa Zeitz – Altenburg
Linia kolejowa Zeitz – Altenburg – lokalna linia kolejowa w kraju związkowym Saksonia-Anhalt i Turyngia, w Niemczech. Biegnie z Zeitz przez Meuselwitz do Altenburga.